# Radíkov (Český Rudolec)
Radíkov (do 30. června 1974 Dolní Radíkov, německy Unter Radisch) je malá vesnice, část obce Český Rudolec v okrese Jindřichův Hradec v Jihočeském kraji. Dříve byl obcí s německým obyvatelstvem a po roce 1918 se silnou českou menšinou. Po odsunu německého obyvatelstva v roce 1946 tvoří většinu obyvatel občané české národnosti. Nejbližší železniční stanice se nachází ve Slavonicích. Nadmořská výška horního bodu návsi je 568 metrů. I přes blízkost k Českém Rudolci spadá Radíkov poštovně pod Dačice. Nachází se asi tři kilometry západně od Českého Rudolce. Radíkov leží v katastrálním území Dolní Radíkov o rozloze 4,94 km². V katastrálním území Dolní Radíkov leží i Nový Svět.

## Historie
Poprvé se ves uvádí v historických pramenech k roku 1358 u Valtínova, kdy páni z Landštejna prodali Dobšovi z Kamenice s Valtínovem také ves Radíkov. V roce 1399 je uváděna u Matějovce, když Heřman z Hradce předal Janu z Kravař Matějovec s vesnicemi, mezi nimiž byl také Radíkov. Do roku 1466 příslušel Dolní Radíkov k bílkovskému statku pánů z Hradce, od kterých přešel do rukou Krajířů z Krajku na Dačicích. Po smrti Volfa Krajíře roku 1554 dostaly se vsi při hranicích s landštejnským panstvím do rukou Zdeňkovi Krajíři na Landštejně. Kolem roku 1580 tvořily Matějovec, Dolní Radíkov, Stálkov a další s Horními Němčicemi samostatný statek, který byl v roce 1596 prodán k Rudolci. Osada Nový Svět byla založena před rokem 1750. U rudoleckého panství pak zůstal Dolní Radíkov až do roku 1849.
Podle lánového rejstříku před třicetiletou válkou bylo v Dolním Radíkově šestnáct usedlostí, z toho zůstaly za války osazeny dvě a čtrnáct zpustlo. Do roku 1671 se podařilo znovu osadit šest usedlostí.
Podle vceňovacího operátu žilo roku 1843 v Dolním Radíkově 221 obyvatel, z toho 121 mužů a sto žen v 41 domech a šedesáti domácnostech. Z nich se živilo 26 zemědělstvím, tři živnostmi a 31 nádenictvím. Desátky byly odváděny panství Český Rudolec a faře v Matějovci. Z Dolního Radíkova se jezdilo na týdenní pondělní trhy do Slavonic. Z uvedených živností zde byl jeden mlynář, kovář a krejčí.
Ve druhé polovině 19. a v první polovině 20. století se většina obyvatelstva obce živila zemědělstvím. Živnosti v roce 1911 provozovali: jeden hostinský, dva kováři, krejčí, obchodník se smíšeným zbožím, mlynář a dva stolaři. Roku 1924 ve vsi fungoval Spořitelský a záloženský spolek v D. Radíkově a živnosti měli dva kováři, krejčí, mlynář, dva obchodníci se smíšeným zbožím, pokrývač, truhláři, dva trafikanti a hospodařilo zde dvacet rolníků. Na Radíkovském potoce pod obcí stál mlýn.
Vesnice byla elektrifikována připojením na síť ZME Brno až v roce 1948. Zemědělskou půdu zde po roce 1950 obdělávaly Československé státní statky.

## Přírodní poměry
Vesnice leží ve východní části Novobystřické vrchoviny, v údolí Radíkovského potoka, v místě, kde do něj ústí přítoky od Matějovce a Horního Radíkova. Radíkovský potok je pravostranný přítok Bolíkovského potoka. Osada Nový Svět leží ve výběžku centrální žulové plošiny Novobystřické vrchoviny, v nadmořské výšce 681 metrů. V údolí Radíkovského potoka a jeho přítoků jsou patrné terénní úpravy, související s činností hamru v Radíkově. Úpravy toků spočívaly zejména v budování hrází soustavy rybníků. Proto také lze nalézt stopy po hrázích zaniklých rybníků na horním toku Radíkovského potoka, v úseku pod Terezínem nazývaném Vlčí jáma. V zalesněném údolí s balvanitými výchozy žuly na strmých svazích i na dně se zachovaly protržené hráze zaniklých rybníků, které měly zabezpečit dostatek vody pro hamr.

## Obyvatelstvo
| Rok            | 1869 | 1880 | 1890 | 1900 | 1910 | 1921 | 1930 | 1950 | 1961 | 1970 | 1980 | 1991 | 2001 | 2011 | 2021 |
| -------------- | ---- | ---- | ---- | ---- | ---- | ---- | ---- | ---- | ---- | ---- | ---- | ---- | ---- | ---- | ---- |
| Počet obyvatel | 244  | 239  | 244  | 253  | 227  | 223  | 204  | 101  | 108  | 82   | 60   | 36   | 25   | 20   | 26   |
| Počet domů     | 40   | 42   | 44   | 43   | 44   | 44   | 45   | 32   | 38   | 20   | 20   | 29   | 33   | 36   | 38   |

## Obecní správa
Při sčítání lidu v letech 1850–1879 Radíkov byl osadou obce Český Rudolec v okrese Dačice. V letech 1880–1960 byl samostatnou obcí v okrese Dačice. V letech 1961–1974 byl částí obce Radíkov v okrese Jindřichův Hradec. Od 1. července 1974 je opět částí obce Český Rudolec v okrese Jindřichův Hradec. V letech 1850 až 1855 byl Dolní Radíkov podřízen politické pravomoci Podkrajského úřadu v Dačicích. Od roku 1911 náležel pod Okresní soud ve Slavonicích do roku 1938. Po okupaci pohraničí nacistickým Německem náležel od října 1938 do května 1945 pod Landrat ve Waidhofenu an der Thaya, říšská župa Dolní Dunaj. Po osvobození v květnu 1945 náležel pod Okresní národní výbor v Dačicích a v jeho rámci od roku 1949 pod nově vzniklý Jihlavský kraj. Toto začlenění trvalo až do poloviny roku 1960, kdy po územní reorganizaci byl Radíkov začleněn s moravským Slavonickem pod správní okres Jindřichův Hradec a Jihočeský kraj, což trvalo až do zrušení Okresního úřadu v Jindřichově Hradci koncem roku 2002.

## Školství
První záznam o zdejší škole je z roku 1690. Za nových podmínek byla zdejší škola zřízena roku 1789 a v roce 1890 zde bylo zavedeno industriální vyučování. Přiškoleny byly od roku 1832 obec Horní Radíkov s českou většinou a česká osada Nový Svět, které byly v letech 1789 až 1832 přiškoleny do Valtínova. Dokud se v Dolním Radíkově vyučovalo dvoujazyčně, nebyly problémy, ty nastaly, až zde začala být používána jen němčina. Záležitosti se ujaly od roku 1890 místní odbory Ústřední Matice školské v Dačicích a Telči za účelem zřízení české menšinové školy nejprve v Horním Radíkově, poté v Dolním Radíkově. Menšinová česká škola byla nakonec otevřena roku 1906 v Dolním Radíkově i s industriálním vyučováním, k čemuž přispěla také stávka českých dětí, které přestaly počátkem školního roku 1906/1907 navštěvovat německou školu s oznámením rodičů, že budou vyučovány soukromě, což prováděli učitelé z Markvarce a Valtínova. Právo veřejnosti dostala tato škola roku 1911. Po roce 1945 a odsunu německého obyvatelstva zde bylo obnoveno jen české vyučování. Škola byla zrušena v roce 1974 a žáci převedeni do Českého Rudolce. 

## Pamětihodnosti
- Na návsi pseudogotická kaple z roku kolem 1880.
- U kaple zasazena lípa k výročí sta let od vzniku Československa.
- V roce 1811 byl pod místním rybníkem zakoupen hamr pro potřeby bolíkovských železáren.
- Západně od obce osada Nový Svět, založená před rokem 1750 a rozdělená na část valtínovskou a dolnoradíkovskou, kde probíhá čára evropského rozvodí mezi Černým a Severním mořem. Na jejím místě stála patrně zaniklá ves Petrůvky, připomínaná roku 1464.